# Martin Stelzer
Martin Stelzer (30. ledna 1815 Dobřany – 3. srpna 1894 Plzeň) byl plzeňský stavitel německé národnosti, který postavil v Plzni stovky domů.

## Život
Narodil se v Dobřanech jako syn jircháře a měl šest sourozenců. Oženil se v roce 1837 s Magdalenou Schumannovou, dcerou plzeňského tkalce a měl s ní šest dětí. Prvorozený Ferdinand se stal rovněž stavitelem.
Martin Stelzer postavil mimo jiných i Měšťanský pivovar v Plzni, který v současnosti vaří pivo Prazdroj a Gambrinus. Z jeho významnějších staveb je pak třeba zmínit Starou (malou) synagogu v Plzni, později zbořené Německé divadlo v Goethově ulici, novou továrnu se slévárnou pro firmu Františka Belaniho a v neposlední řadě i kamenný Saský most na předměstí Roudná, jenž byl vystavěn v letech 1849 – 1851. Ten má jednu raritu – zatáčku uprostřed.
Zemřel roku 1894 v Plzni a byl pohřben na Mikulášském hřbitově.